# Trichonotidae
Trichonotidae é uma família de peixes da subordem Trachinoidei.